# علی کیانی‌فر
علی کیانی‌فر (زاده ۲۹ آذر ۱۳۷۲ - مسجدسلیمان) بازیکن فوتبال اهل ایران است.
وی سابقه عضویت در تیم‌های نفت مسجدسلیمان، نیروی زمینی، سرخپوشان پاکدشت و استقلال خوزستان را در کارنامه دارد.